# Pure (album av Hayley Westenra)
Pure är Hayley Westenras första internationella skiva, och släpptes den 10 juli 2003. Pure blev Westenras internationella genombrottsalbum. Den producerades av Giles Martin och spelades in på Eastcote Studios i London.

## Låtförteckning
1. Pokarekare Ana
2. Never Say Goodbye
3. Who Painted the Moon Black
4. River of Dreams
5. Benedictus
6. Hine E Hine
7. Dark Waltz
8. Amazing Grace
9. My Heart & I
10. In Trutina
11. Beat of Your Heart
12. Across the Universe of Time
13. Heaven
14. Wuthering Heights